# Jonas Karlsson (Schauspieler)

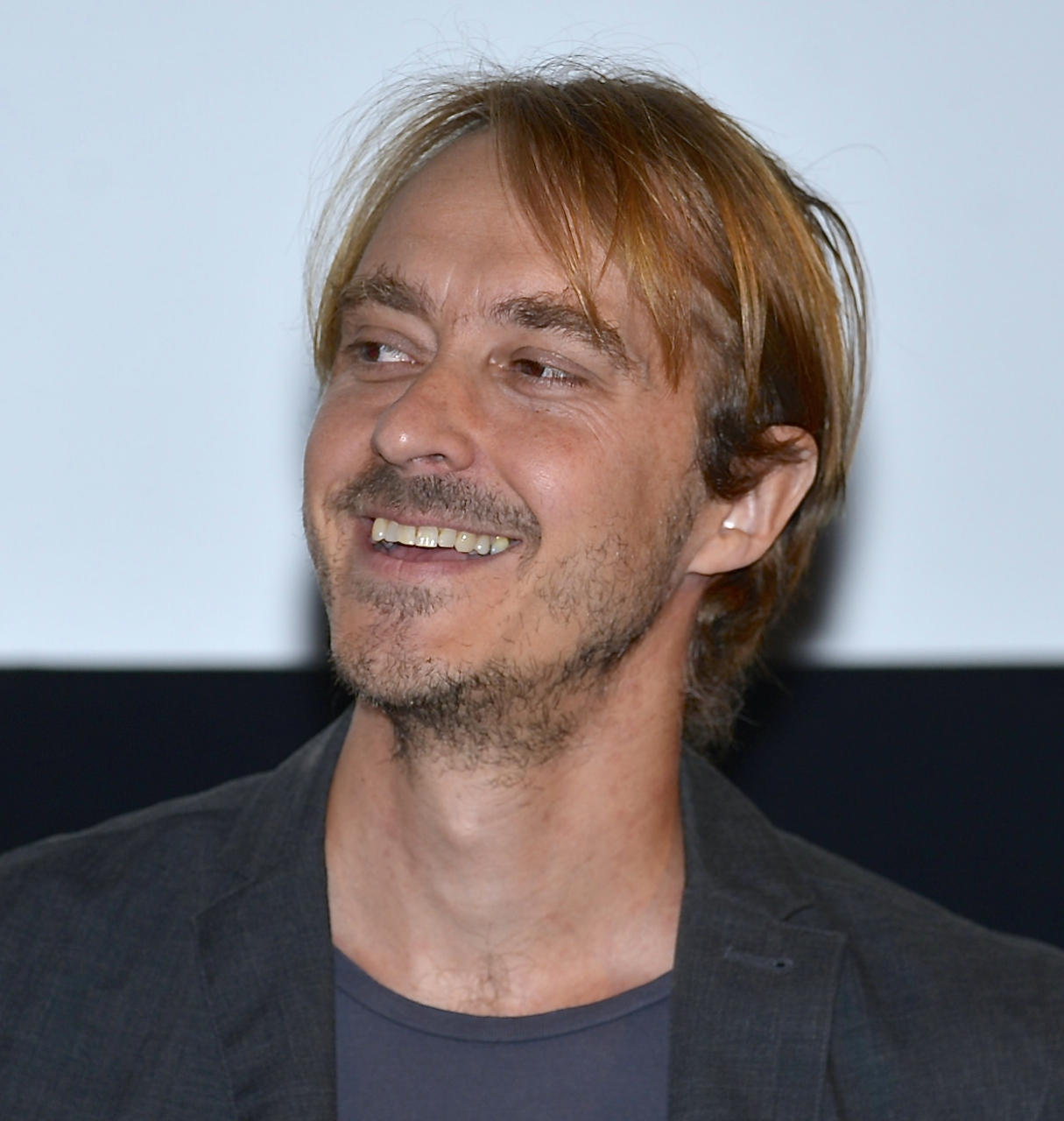
Jonas Karlsson (2014)

Sven Bert Jonas Karlsson (* 11. März 1971 in Södertälje, Schweden) ist ein schwedischer Schauspieler und Schriftsteller.

## Leben
Jonas Karlsson studierte von 1994 bis 1998 an der Schauspielschule Teaterhögskolan in Stockholm. Er spielte bereits 1986 in der Fernsehserie Rasmus på luffen eine kleine Rolle und stand 1991 in dem Fernsehfilm Facklorna, einem Drama von Åke Sandgren, vor der Kamera. Für seine Rolle in 30:e november wurde er 1996 beim schwedischen Filmpreis Guldbagge als Bester Nebendarsteller nominiert. 2003 gewann er den Preis als Bester Hauptdarsteller für Detaljer. Es folgten seitdem zwei weitere Guldbaggenominierungen als Bester Hauptdarsteller, für Offside und für Wen man liebt.
Karlsson debütierte 2007 mit Det andra målet: noveller als Schriftsteller. Die deutsche Übersetzung erschien 2009 unter dem Titel Als der Zufall sich zwischen die Stühle setzte im Pendo Verlag.

## Werke
- Det andra målet: noveller (2007; Deutsch: Als der Zufall sich zwischen die Stühle setzte, Fahrenheit, München 2009, ISBN 978-3-940813-16-9)
- Den perfekte vännen: noveller (2009)
- Spår i snön (2011)
- Spelreglerna (2011)
- God jul: en berättelse (2013)
- Jag är en tjuv: en berättelse (2015)
- Ingenting (2015)
- Rummet
  - deutsch von Paul Berf: Das Zimmer, Roman. Luchterhand, München 2016, ISBN 978-3-630-87460-9.[1]

## Filmografie (Auswahl)
- 1986: Rasmus på luffen (Fernsehserie, eine Folge)
- 1991: Facklorna
- 1995: 30:e november
- 1996: Zwei Helden (De største helte)
- 1999: Tsatsiki – Tintenfische und erste Küsse (Tsatsiki, morsan och polisen)
- 2003: Detaljer
- 2003: Miffo
- 2004: Die Rache des Tanzlehrers
- 2005: Kim Novak badete nie im See von Genezareth (Kim Novak badade aldrig i Genesarets sjö)
- 2005: Storm
- 2006: Detektivbüro LasseMaja (LasseMajas detektivbyrå, Fernsehserie, sieben Folgen)
- 2006: Offside
- 2007: Wen man liebt (Den man älskar)
- 2008: Der Kommissar und das Meer (Fernsehreihe, eine Folge)
- 2013: Der Hundertjährige, der aus dem Fenster stieg und verschwand (Hundraåringen som klev ut genom fönstret och försvann)
- 2013: Tod eines Pilgers (En pilgrims död, Miniserie, vier Folgen)
- 2014: Der vierte Mann (Den fjärde mannen)
- seit 2015: Kommissar Beck – Die neuen Fälle (Beck, Fernsehserie)
- 2016: Black Mirror (Fernsehserie, Folge 3x06)
- 2017: Schneemann (The Snowman)
- 2018: Stockholm Requiem (Sthlm Rekviem, Fernsehserie, zehn Folgen)
- 2019: Quick – Die Erschaffung eines Serienkillers (Quick)
- 2021: Das wundersame Weihnachtsfest des Karl-Bertil Jonsson (Sagan om Karl-Bertil Jonssons julafton)